# Tetragonus lycaenoides
Tetragonus lycaenoides là một loài bướm đêm thuộc họ Callidulidae. Nó được tìm thấy ở Sulawesi, Borneo, bán đảo Mã Lai, Sumatra và Nias.